# 광주김치박물관
광주김치박물관은 광주광역시 남구에 있는 박물관이다. 광주김치타운 내에 있다.